# Obra rara
O mesmo que livros raros; toda obra impressa antes de 1500; livros apreendidos, suspensos ou recolhidos; edições clandestinas; obras esgotadas; edições limitadas (na Europa: 200 exs.); edições príncipes; edições especiais (de luxo para bibliófilos); última edição do autor, publicada em vida; obras numeradas e autografadas pelo autor; obras com assinaturas do proprietário (pessoas ilustres); primeira obra impressa em cada lugar; obras com anotações manuscritas de importância; obras censuradas.
"O critério de raridade adotado pelas bibliotecas geralmente está vinculado à ideia de antiguidade e valor histórico-cultural. A idade cronológica leva em conta a aparição da imprensa nos diversos lugares do mundo e/ ou na região onde foram impressas as obras e, desta forma, justifica o princípio de que todos os livros publicados artesanalmente merecem ser considerados raros. Atualmente não existe uma política nacional que oriente a identificação e qualificação de acervos raros. Cada instituição, particularmente, elabora seus próprios procedimentos, relacionando critérios, muitas vezes baseados nas experiências de outras instituições, e na determinação de raridade adotada pela Biblioteca Nacional (Rio de Janeiro/Brasil)."